# Mostarski gradski derbi
Mostarski gradski derbi ili samo Gradski derbi je nogometna utakmica između dva mostarska kluba HŠK Zrinjskog i FK Veleža. Utakmice između ova dva kluba odigravaju se najčešće u sezonama Premijer lige BiH. Prva utakmica između ova dva kluba je odigrana 1922. godine kada je osnovan Velež. Otada dva kluba igraju derbi koji je za grad na Neretvi mnogo više od nogometa. Ratne rane iz Bošnjačko-hrvatskog sukoba, još nisu zacijelile i to je jedan od razloga zašto je ovaj derbi popraćen neredima i nasiljem, stoga mediji pokazuju veliko zanimanje za njega.
Tijekom 1920-ih i 1930-ih odigrano je nekoliko susreta između Zrinjskog i Veleža, a uspješniji je bio Zrinjski. Dok je Zrinjskom bio zabranjen rad (1945. – 1992.), FK Velež je postao uspješan klub u Jugoslaviji. Za Velež su navijali svi Mostarci, bez obzira na nacionalnu pripadnost, a Veležovih navijača je bilo diljem BiH. Obnovom Zrinjskog 1992. godine, Velež je ostao bez velike igračke osnovice, što se odrazilo i na njegove rezultate u nogometnom prvenstvu BiH, te od tad ne predstavlja onako snažni klub, kao što je nekada bio, dok je Zrinjski postao jedan od najjačih bosanskohercegovačkih klubova. Danas za Zrinjski navijaju svi Hrvati iz Mostara i njegove okolice te Srbi i Bošnjaci nastanjeni u hrvatskom dijelu grada. Zrinjski svoje navijače ima i u ostatku doline rijeke Neretve, gdje su nastanjeni Hrvati, a za Velež navijaju mostarski Bošnjaci te neki Srbi i mali broj Hrvata, te ostalih građana, većinom prijeratnih navijača Veleža. Uz činjenicu da ratne rane još nisu zacijelile, to je jedan od razloga zašto je ovaj derbi popraćen neredima i nasiljem. 
Prvi put nakon 55 godina, Zrinjski i Velež su odigrali prijateljsku utakmicu. Bilo je to 1. ožujka 2000. godine, a rezultat je bio miroljubljivih 2:2. Prvu službenu utakmicu, Zrinjski i Velež su odigrali 13. kolovoza iste godine, kada je Zrinjski na svom stadionu slavio s 2:0. Od tada Zrinjski i Velež igraju jedan od najvećih derbija u BiH u okviru Premijer lige BiH, a derbi se nije igrao u razdoblju od sezone 2003./2004. Premijer lige pa do 2006./2007. sezone te također od sezone 2017./2018. do sezone 2018./2019. zato što je FK Velež bio ispao u drugu ligu.
Od 1922. godine odigrano je 68 utakmica, Zrinjski bilježi 38 pobjeda, Velež 21, a 9 utakmica je završilo bez pobjednika.
Rekorder po broju postignutih pogodaka za Zrinjski u mostarskom derbiju je Nemanja Bilbija s 8 postignuta pogodaka, dok je rekorderi po broju pogodaka za Velež u derbiju Anel Hebibović sa 3 postignuta pogotka. Zrinjski ima ukupno 97 zabijenih golova u svim derbijima, dok Velež ima 64.

## Utakmice

### 1922. – 1938.
Od 1922. do 1938. godine Zrinjski i Velež su se sastajali u okviru neredovitih prvenstava Mostara, brojnih kupova, koje je većinom organizirao Zrinjski i prijateljskih utakmica dva kluba.
1. xx. rujna 1922., Mostar: Velež – Zrinjski 2:1
2. 8. rujna 1922., Mostar: Velež – Zrinjski 1:0
3. 13. travnja 1923., Mostar: Zrinjski – Velež 2:0
4. 29. travnja 1923., Mostar: Velež – Zrinjski 2:0
5. 1. svibnja 1923., Mostar: Velež – Zrinjski 2:2
6. 15. srpnja 1923., Mostar: Zrinjski – Velež 3:0
7. 25. xxxx 1923., Mostar: Zrinjski – Velež 4:0
8. 11. studenoga 1923., Mostar: Zrinjski – Velež 3:0
9. 31. kolovoza 1924., Mostar: Zrinjski – Velež 1:0
10. 25. srpnja 1928., Sarajevo: Zrinjski – Velež 4:0
11. 26. srpnja 1931., Mostar: Zrinjski – Velež 5:1
12. 7. siječnja 1934.; Mostar: Velež – Zrinjski 2:1
13. 25. veljače 1934.; Mostar: Velež – Zrinjski 2:1
14. xx. prosinca 1934., Mostar: Velež – Zrinjski 2:1
15. 14. travnja 1935., Mostar: Zrinjski – Velež 3:1
16. 6. ožujka 1938., Mostar: Velež – Zrinjski 4:2
17. xx. xxxx 1938., Mostar: Zrinjski – Velež 1:0
18. 12. veljače 1939.; Mostar: Velež – Zrinjski 2:1
19. 19. ožujka 1939.; Mostar: Zrinjski – Velež 4:2

### Moderni derbi
| #  | Datum               | Natjecanje        | Stadion              | Rezultat | Golovi (Velež)                            | Golovi (Zrinjski)         | Posjeta | Međusobni ogled |
| -- | ------------------- | ----------------- | -------------------- | -------- | ----------------------------------------- | ------------------------- | ------- | --------------- |
| 1  | 1. ožujka 2000.     | Prijateljska      | Koševo, Sarajevo     | 2–21     | Serdarević, Teletović                     | Miloš (2)                 | 6,000   | 0               |
| 2  | 13. kolovoza 2000.  | Premijer liga BiH | Bijeli Brijeg        | 2–0      |                                           | Buhić, Jurić              | 10,000  | +1              |
| 3  | 24. veljače 2001.   | Premijer liga BiH | Vrapčići             | 2–0      | Serdarević, Remetić                       |                           | 3,000   | 0               |
| 4  | 25. studenoga 2001. | Premijer liga BiH | Bijeli Brijeg        | 1–0      |                                           | Marenzi                   | 9,000   | +1              |
| 5  | 25. svibnja 2002.   | Premijer liga BiH | Vrapčići             | 2–0      | Vojvodić, Zaimović                        |                           | 4,000   | 0               |
| 6  | 24. studenoga 2002. | Premijer liga BiH | Bijeli Brijeg        | 1–0      |                                           | Ivanković                 | 10,000  | +1              |
| 7  | 24. svibnja 2003.   | Premijer liga BiH | Vrapčići             | 4–1      | Zubanović (2), Velagić, Buhovac (autogol) | Džinović                  | 4,500   | 0               |
| 8  | 28. listopada 2006. | Premijer liga BiH | Vrapčići             | 2–1      | Kajtaz, Obad                              | Joldić                    | 5,000   | +1              |
| 9  | 5. svibnja 2007.    | Premijer liga BiH | Bijeli Brijeg        | 2–1      | Stokić                                    | Rajović, Kordić           | 6,000   | 0               |
| 10 | 11. studenoga 2007. | Premijer liga BiH | Bijeli Brijeg        | 2–0      |                                           | Žižović, Matko            | 4,000   | +1              |
| 11 | 17. svibnja 2008.   | Premijer liga BiH | Vrapčići             | 1–0      | Škaljić                                   |                           | 5,000   | 0               |
| 12 | 13. rujna 2008.     | Premijer liga BiH | Vrapčići             | 0–22     |                                           | Kordić, Đurić             | 3,000   | +1              |
| 13 | 8. travnja 2009.    | Premijer liga BiH | Bijeli Brijeg        | 2–1      | Čolić                                     | Stojanović, Vuković       | 6,000   | +2              |
| 14 | 4. travnja 2009.    | Premijer liga BiH | Bijeli Brijeg        | 2–1      | Zaimović                                  | M. Aničić, Kordić         | 8,000   | +3              |
| 15 | 21. travnja 2010.   | Premijer liga BiH | Vrapčići             | 0–0      |                                           |                           | 5,200   | +3              |
| 16 | 25. kolovoza 2010.  | Premijer liga BiH | Bijeli Brijeg        | 2–0      |                                           | Zadro, Sušić              | 5,500   | +4              |
| 17 | 26. veljače 2011.   | Premijer liga BiH | Vrapčići             | 1–0      | Velagić                                   |                           | 4,000   | +3              |
| 18 | 28. rujna 2011.     | Nogometni kup BiH | Bijeli Brijeg        | 0–13     | Demić                                     |                           | 6,000   | +2              |
| 19 | 2. listopada 2011.  | Premijer liga BiH | Bijeli Brijeg        | 1–04     |                                           | Džidić                    | 0       | +3              |
| 20 | 19. listopada 2011. | Nogometni kup BiH | Vrapčići             | 2–0      | Brković, Kodro                            |                           | 1,500   | +2              |
| 21 | 29. travnja 2012.   | Premijer liga BiH | Vrapčići             | 3–1      | Okić, Zvonić, Demić                       | Miličević                 | 2,000   | +1              |
| 22 | 25. studenoga 2012. | Premijer liga BiH | Bijeli Brijeg        | 2–1      | Hajdarević                                | Arežina, I. Aničić        | 4,000   | +2              |
| 23 | 26. svibnja 2013.   | Premijer liga BiH | Vrapčići             | 1–1      | Majkić                                    | Bekić                     | 2,200   | +2              |
| 24 | 3. studenoga 2013.  | Premijer liga BiH | Bijeli Brijeg        | 0–0      |                                           |                           | 2,000   | +2              |
| 25 | 10. svibnja 2014.   | Premijer liga BiH | Vrapčići             | 1–0      | Hebibović                                 |                           | 2,500   | +1              |
| 26 | 27. rujna 2014.     | Premijer liga BiH | Bijeli Brijeg        | 2–0      |                                           | Crnov, Nikolić            | 4,000   | +2              |
| 27 | 11. ožujka 2015.    | Nogometni kup BiH | Bijeli Brijeg        | 2–2      | Hebibović (2)                             | Kordić, Stojkić           | 4,000   | +2              |
| 28 | 18. ožujka 2015.    | Nogometni kup BiH | Vrapčići             | 0–2      |                                           | Stojkić, Nikolić          | 5,000   | +3              |
| 29 | 27. travnja 2015.   | Premijer liga BiH | Vrapčići             | 1–1      | Škahić                                    | Crnov                     | 3,000   | +3              |
| 30 | 24. listopada 2015. | Premijer liga BiH | Vrapčići             | 0–1      |                                           | Stojkić                   | 2,000   | +4              |
| 31 | 4. svibnja 2016.    | Premijer liga BiH | Bijeli Brijeg        | 1–0      |                                           | Bilbija                   | 4,500   | +5              |
| 32 | 19. listopada 2016. | Nogometni kup BiH | Bijeli Brijeg        | 3–0      |                                           | Mrkaić, Stojanović, Jović | 2,500   | +6              |
| 33 | 26. listopada 2016. | Nogometni kup BiH | Vrapčići             | 1–2      | Ćemalović                                 | Jović (2)                 | 800     | +7              |
| 34 | 28. srpnja 2019.    | Premijer liga BiH | Bijeli Brijeg        | 1–0      |                                           | Zvonić (autogol)          | 8,000   | +8              |
| 35 | 19. listopada 2019. | Premijer liga BiH | Rođeni               | 1–0      | Zvonić                                    |                           | 5,000   | +7              |
| 36 | 8. kolovoza 2020.   | Premijer liga BiH | Rođeni               | 2–0      | Cvijanović, Mulić                         |                           | 0       | +6              |
| 37 | 31. listopada 2020. | Premijer liga BiH | Bijeli Brijeg        | 3–1      | Mulić                                     | Bilbija (3)               | 0       | +7              |
| 38 | 8. svibnja 2021.    | Premijer liga BiH | Bijeli Brijeg        | 1–1      | Vehabović                                 | Bilbija                   | 0       | +7              |
| 39 | 15. rujna 2021.     | Premijer liga BiH | Bijeli Brijeg        | 2–1      | Zajmović                                  | Jakovljević, Bilbija      | 5,500   | +8              |
| 40 | 15. listopada 2021. | Premijer liga BiH | Rođeni               | 0–1      |                                           | Bilbija                   | 0       | +9              |
| 41 | 10. svibnja 2022.   | Premijer liga BiH | Bijeli Brijeg        | 1–1      | Brandao                                   | Bilbija                   | 4,500   | +9              |
| 42 | 12. listopada 2022. | Premijer liga BiH | Bijeli Brijeg        | 1–0      |                                           | Bekić                     | 7,000   | +10             |
| 43 | 8. ožujka 2023.     | Premijer liga BiH | Rođeni               | 1–3      | Haskić                                    | Ilinković, Kiš, Ivančić   | 4,200   | +11             |
| 44 | 23. travnja 2023.   | Premijer liga BiH | Rođeni               | 0–1      |                                           | Kiš                       | 5,000   | +12             |
| 45 | 17. svibnja 2023.   | Nogometni kup BiH | Bilino Polje, Zenica | 0–1      |                                           | Ćuže                      | 5,000   | +13             |
| 46 | 18. listopada 2023. | Premijer liga BiH | Bijeli Brijeg        | 3–0      |                                           | Ćuže, Jakovljević (2)     | 4,700   | +14             |
| 47 | 13. studenog 2023.. | Premijer liga BiH | Rođeni               | 3–0      | Haskić, Guliashvili (2)                   |                           | 4,000   | +13             |
| 48 | 13. travnja 2024.   | Premijer liga BiH | Bijeli Brijeg        | 1–0      |                                           | Ćuže                      | 5,500   | +14             |
| 49 | 28. rujna 2024.     | Premijer liga BiH | Rođeni               | 0–1      |                                           | Mulahusejnović            | 3000    | +15             |

| Boje |                      |
| ---- | -------------------- |
|      | Pobjeda FK Velež     |
|      | Remi                 |
|      | Pobjeda HŠK Zrinjski |

Napomene:
- 1 Godine 2000. odigran je prvi poslijeratni gradski derbi između Zrinjskog i Veleža. Utakmica je odigrana na stadionu Koševo pred oko 4.000 gledatelja, a krajnji rezultat glasio je 2:2. Zrinjski je na poluvremenu ove utakmice otišao s rezultatom 2:0, a iz dosta čudnih okolnosti primio je u drugom poluvremenu dva pogotka. Ovu prijateljsku utakmicu su organizirali Lijanovići (širokobriješka mesna industrija) i Dnevni avaz.
- 2 U subotu, 13. rujna 2008. godine, po prvi put u poslijeratnim mostarskim derbijima gost je odnio bodove. Hrvatski športski klub Zrinjski Mostar je golovima Kordića u 9. i Đurića u 90. minuti porazio Velež u Vrapčićima s 2:0. Iako zbog zabrane nisu nazočili derbiju, navijači Zrinjskog imali su razloga za slavlje.
- 3 U srijedu, 28. rujna 2011. godine, u prvom susretu osmine finala Kupa BiH na Stadionu HŠK Zrinjski, gradski derbi je prekinut u 93. minuti. pogotkom Demića, Velež je poveo s 1:0, a potom su domaći navijači, Ultrasi utrčali u teren u htijući se tjelesno obračunati s igračima Veleža. Natjecateljska komisija Nogometnog saveza BiH je zbog izgreda navijača odlučila službeno registrirati utakmicu s 3:0 za Velež.
- 4 Prvi derbi odigran pred praznim tribinama, nakon što je Disciplinska komisija Nogometnog saveza BiH kaznila Zrinjski s 5 utakmica bez publike na domaćem terenu i 10.000 konvertibilnih maraka zbog izgreda navijača na utakmici osmine završnice Kupa BiH.

## Navijačke skupine
Navijačka skupina Zrinjskog se zove Ultras-Zrinjski, a Veleža Red Army Mostar. Ultrasi su većinom Hrvati te pojedini Bošnjaci i Srbi, a u Red Armyju su većinom Bošnjaci i pojedini Srbi. Sukobi i nesuglasice između ovih dviju navijačkih skupina pojačavaju se samim time što su Ultrasi desno orijentirani, te ime što se na utakmicama Zrinjskog mogu vidjeti zastave Herceg-Bosne i hrvatska nacionalna obilježja. Red Army je od nekadašnje prijeratne lijeve političke orijentacije, kad su za Velež navijali svi Mostarci bez obzira na nacionalnu pripadnost, danas postao desno orijentirana navijačka skupina. To se ogleda u nošenju bošnjačkih nacionalnih i islamskih vjerskih obilježja, vjerskih poklika pri navijanju te čak vjerskim islamskim pozdravljanjem službenog spikera na Veležovom stadionu.

## Unutarnje poveznice
| - HŠK Zrinjski Mostar - Ultras-Zrinjski | - FK Velež Mostar - Stadion HŠK Zrinjski |

## Vanjske poveznice
- Zrinjski info  Arhivirana inačica izvorne stranice od 26. rujna 2012. (Wayback Machine) Stranice navijača i simpatizera mostarskog Zrinjskog
- Ultras Zrinjski Službene stranice Ultrasa, navijača Zrinjskog